# Segenter
Segenter is een plaats in Indonesië, gelegen op het eiland Lombok. 
Segenter is waarschijnlijk de oorsprong van de religie Wektu Telu. Tevens is hier de oudste moskee van Lombok te vinden.